# Ille-et-Vilaine
Ille-et-Vilaine este un departament în vestul Franței, situat în regiunea Bretania. Este unul dintre departamentele originale ale Franței create în urma Revoluției din 1790. Numele este dat de râurile Ille și Vilaine ce au confluența în orașul principal din departament - Rennes.

## Localități selectate

### Prefectură
- Rennes - 212.484 loc.

### Sub-prefecturi
- Fougères - 22.819 loc.
- Redon - 10.545 loc.
- Saint-Malo - 52.737 loc.

### Alte orașe
- Bruz - 13.522 loc.
- Cesson-Sévigné - 15.522 loc.
- Dinard - 10.988 loc.
- Vitré - 15.908 loc.

### Alte localități
- Cancale - 5293 loc.;
- Saint-Briac-sur-Mer - 2.054 loc.

## Diviziuni administrative
- 4 arondismente;
- 53 cantoane;
- 352 comune;